# Vinegar (Band)
Vinegar war eine deutsche Krautrockband aus Köln, die 1971 eine LP veröffentlichte.

## Geschichte
Vinegar wurden Ende 1968 von Wolfgang Grahn († 2011), Bernhard Liesegang († 2020) und Jochen Biemann gegründet. 1969 kamen auch noch Dagmar Dormagen († 1974), Rolf Zwirner und Ralf Modrow hinzu.
Gespielt wurde Psychedelic Rock. Bei der Photokina 1970 traten sie am 11. Oktober in der Halle 14 beim „Pop-Festival im Action-Center“ auf und belegten beim dortigen Wettbewerb den dritten Platz. Der anwesende Verlegersohn Günter Purrmann (wp; Phono Verlag Werner Purrmann, Unterjesingen) war so begeistert von der Gruppe, dass er sie zu Plattenaufnahmen einlud, die am 9. Januar 1971 im Studio in Rottenburg am Neckar stattfanden. Die LP erschien noch im gleichen Jahr in einer Auflage von 1.000 Stück, gepresst im Auftrag des Phono Verlags Werner Purrmann bei Teldec in Hamburg. Sie ist heute so gesucht, dass sie unter Sammlern mit etwa 600 € im Bestzustand gehandelt wird. In den 1970er Jahren löste sich die Gruppe auf.
2003 erschien beim Label Garden of Delights eine Neuauflage des Albums als CD-Ausgabe und 2004 eine Vinyl-Nachpressung beim Label Amber Soundroom. Beide Neuauflagen erschienen zunächst wiederum in limitierter Auflage und wurden Anfang 2005 in zweiter Auflage veröffentlicht.

## Diskographie
Alben
- 1971: Vinegar (LP; Phono Verlag WP 710101 / Resco TST 76992; Neuauflagen: 2003 CD und 2004 LP; 2005 jeweils 2. Aufl.)

Kompilationsbeiträge
- 2004: Fleisch auf Psychedelic Underground 10 (Garden of Delights)